# Antoine Béchamp
Antoine Béchamp (ur. 16 października 1816 w Bassing, zm. 15 kwietnia 1908 w Paryżu) właściwie Pierre Jacques Antoine Béchamp – francuski biolog, mgr farmacji, dr nauk, dr nauk medycznych, profesor zwyczajny chemii medycznej i farmacji na wydziale medycyny w Montpellier, profesor zwyczajny fizyki i toksykologii oraz profesor chemii w Wyższej Szkole Farmacji w Strasbourgu, członek Imperialnej Akademii Medycyny Francji i Paryskiego Towarzystwa Farmaceutycznego, laureat Francuskiej Legii Honorowej. Badał larwy pasożytów, jako pierwszy zsyntetyzował atoksyl.

## Życie i praca naukowa
Już od dzieciństwa był bardzo zainteresowany przyrodą. Żył w czasach Ludwika Pasteura, uważanego za ojca bakteriologii, i Roberta Kocha, którego postulaty stanowią podstawę podejmowania decyzji, czy dany drobnoustrój jest przyczyną choroby. 
Jego najważniejsze badania dotyczyły małych kulistych granulek w komórkach, które nazwał mikrozymami. Stwierdził, że mikrozymy odgrywają istotną rolę w procesach fermentacji i w powstawaniu chorób. W 1866 roku wysłał wyniki swoich badań do Francuskiej Akademii Nauk, gdzie trafiły do rąk Ludwika Pasteura. Jego teoria została odrzucona przez naukę ze względu na zademonstrowane przez Pasteura doświadczenia. 
Pomimo tego Béchamp pozostał wierny swojej teorii wielopostaciowości drobnoustrojów (pleomorfizmowi). Postulował, że mikrozymy występują w naturalnej formie w materii (w tym w tkankach). Twierdził, że w istocie bakterie nie są przyczyną, lecz skutkiem choroby i zależne jest to od tego jaką formę przybierają, co wynika ze stanu podłoża, na którym żyją, a nie z zarazka samego w sobie. 
Niezbyt towarzyski i nieśmiały Béchamp pozostawał w cieniu Pasteura.

## Zwolennicy pleomorfizmu
Zwolennicy teorii pleomorfizmu: Royal Rife, Wilhelm Reich, Gaston Naessens, Alan Cantwell, Günther Enderlein i Robert Young.